# لوبيرينغ (ميزوري)
لوبيرينغ (بالإنجليزية: Luebbering)‏ هي إحدى المجتمعات الفردية (غير مصنفة) في ولاية ميزوري في الولايات المتحدة الأمريكية.